# Gameloft
Gameloft SE este o companie franceză producătoare de jocuri pentru console video, PC și telefoane mobile, înființată în anul 1999. Anterior o companie publică tranzacționată la Bursa din Paris, Gameloft a fost achiziționată de conglomeratul media Vivendi în 2016.
Are peste 6 000 de angajați și o cifră de afaceri de 141 de milioane de euro în anul 2010. Compania are studiouri de producție în SUA, Canada, Franța, Mexic, România, China, Japonia, Italia și Bulgaria.

## Gameloft în România
Gameloft este prezentă pe piața din România din 1999.
În august 2010, compania a deschis un centru în Cluj.
În aprilie 2011, Gameloft avea în jur de 400 de angajați la București și 90 la Cluj.
Cifra de afaceri:
- 2009: 6,3 milioane de euro[3]
- 2006: 22 milioane de euro[4]